# Hicham Aboucherouane
Hicham Aboucherouane (em árabe, هشام بو شروان - El Aounat, 2 de abril de 1981) é um futebolista marroquino que atua como meia-atacante.

## Carreira
Despontou no futebol atuando pelo Raja Casablanca entre 1999 e 2004, atuando em 115 partidas e marcando 65 gols, mas acabou de fora da lista de inscritos para o Campeonato Mundial de Clubes da FIFA de 2000.
Teve ainda uma breve passagem pelo Al-Nassr da Arábia Saudita em 2004 antes de voltar ao Raja no mesmo ano, fazendo 37 jogos em sua segunda passagem pelas "Águias Verdes", marcando 22 gols. Passou ainda por empréstimo ao francês Lille por uma temporada.
Atuaria ainda por Espérance e Al-Ittihad antes de regressar pela terceira vez ao Raja Casablanca em 2010. Desde 2011, "Boucha" (apelido do jogador) defende o Al-Ahli do Catar.

## Seleção
Pela Seleção Marroquina, Aboucherouane jogou entre 2002 e 2009, estando presente em duas edições da Copa das Nações Africanas (2006 e 2008). No total, foram 27 jogos e cinco gols marcados.